# Mascota virtual

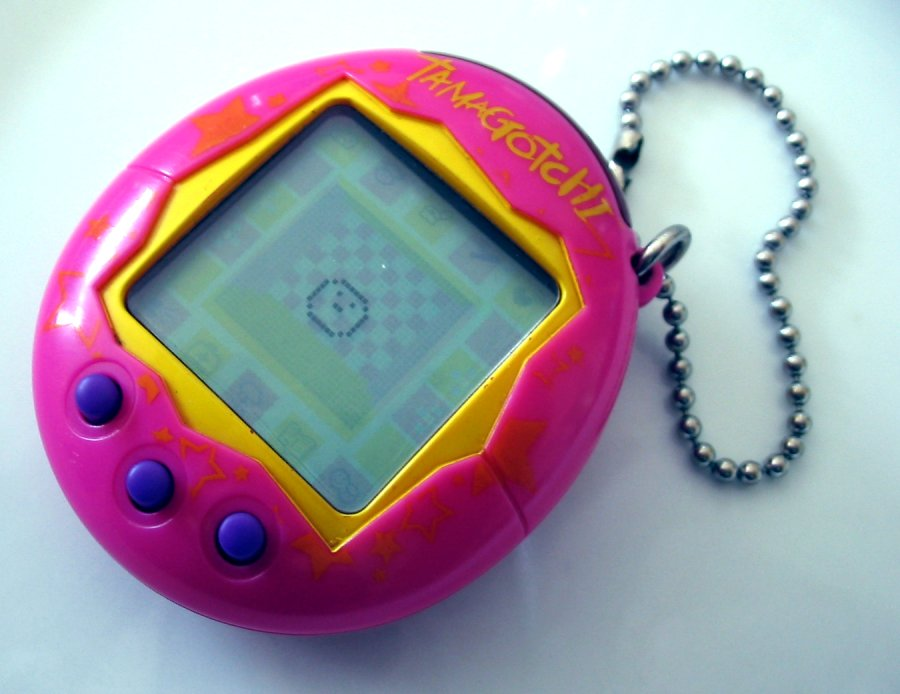
Los tamagotchis popularizaron las mascotas virtuales como método de entretenimiento durante los años 1990.

Una mascota virtual, también conocida como mascota digital, es un tipo de compañero para humanos, de carácter artificial. Su uso principal es el de compañía y entretenimiento, sustituyendo en algunos casos a las mascotas reales.
Las mascotas virtuales, a diferencia de las robóticas no tienen una forma física concreta aparte del hardware donde se ejecutan. La interacción con las mascotas virtuales puede tener o no objetivo. En el primer caso, el usuario puede tener que mantenerlo vivo tanto como le sea posible y a menudo ayudarlos a crecer. Mantener viva la mascota a menudo exige alimentarla, limpiarla y jugar con ella. Si la interacción no tiene objetivo, el usuario puede explorar el carácter de la mascota y disfrutar del sentimiento de construir una relación con ella. A menudo estos juegos usan efectos visuales o interacciones realistas para hacer que la mascota parezca viva y dé sensación de realismo a los usuarios.

## Tipos de mascotas virtuales

### Basadas en un gadget
Algunas mascotas virtuales, se venden en pequeños ordenadores empotrados autónomos. En el caso de los Tamagotchis, una pequeña pantalla muestra una imagen de la mascota, mientras los botones de la carcasa permiten al usuario efectuar diferentes acciones, como dar de comer, jugar o asear a la mascota. Las mascotas descontentas pueden emitir pitios y a veces «morir».
Los Digimon se vendieron originalmente en un gadget parecido al de los Tamagotchis, pero con la capacidad de conectarse a otros para que así las mascotas luchasen entre ellas.
El videojuego para Sega Dreamcast Sonic Adventure 2 tenía mascotas virtuales, llamadas Chao, que podían usarse en el juego o transferirse a una Visual Memory Unit.

### Basadas en una página web
Los sitios web de mascotas virtuales como Neopets, Subeta, Webkinz, Dragonadopters o squiby suelen ser gratuitos y accesibles a todo el que se registre. Puede accederse a ellos a través de un navegador web y a menudo incluyen una comunidad virtual, como el planeta Neopia en Neopets. En estos mundos puede jugarse para ganar dinero virtual, que suele gastarse en objetos y comida para las mascotas.
Algunos sitios ceden mascotas para ponerlas en la página web personal de sus dueños y usarlas en juegos de rol en salas de chat. A menudo requieren que el dueño de la mascota tenga una página preparada expresamente para la mascota. A veces disponen de facilidades para criar a las mascotas y adoptarlas.
Otros sitios que ceden mascotas para ponerlas en páginas web se centran en colaborar y criar dichas mascotas para crear otras criaturas nuevas. A menudo se anima a los dueños a crear sus propias especies, adoptar las de otros miembros y crear varias especies juntos. A diferencia de otros sitios webs de mascotas virtuales, de esta forma el dueño de la especie es el único que puede criarla: por ejemplo, Nexus anima a todos sus miembros a compartir y mezclar sus especies entre ellos, y la descendencia resultante suele cederse a páginas donde seguir historias o consultar estadísticas.
Algunos juegos también permiten a los usuarios criar mascotas para que luchen contra otros jugadores.

### Basadas en juegos o aplicaciones
Otras mascotas virtuales se basan en software que se ejecuta en ordenadores personales o consolas de videojuegos. Dado que la potencia computacional disponible suele ser mayor que en el caso de las mascotas virtuales basadas en gadgets o páginas web, este tipo suele ser capaz de lograr un mayor nivel de efectos visuales e interactividad. Juegos como Nintendogs incluye recreaciones realistas de perros.
Algunas mascotas virtuales basadas en juegos o aplicaciones son: las criaturas de Black and White, Nintendogs, Petz, Catz, Dogz (en Gameboy Advance y DS), y las de Sims 2: Pets.

## Historia
PF Magic lanzó las primeras mascotas virtuales, sus Dogz, en 1995, a los que siguieron los Catz en la primavera de 1996, que terminarían convirtiéndose en la franquicia conocida como Petz.
Las mascotas virtuales fueron una moda pasajera masiva en Japón, y en menor grado en Europa y América, a finales de los años 1990. Ha habido un gran avance en el desarrollo y tecnología de las mascotas virtuales desde el éxito de los Tamagotchis, lanzados en 1996, desde las imágenes de puntos (como era el caso) hasta los gráficos y la animación 3D (como Nintendogs). Actualmente existen también mascotas virtuales que poseen cuerpos robóticos, conocidas como Ludobots o robots de entretenimiento.
Pero años después de esa moda, que se creía pasajera, en Japón vuelven a hacer furor, hasta el extremo que se ha creado la Sociedad Protectora de Mascotas Virtuales (SPMV por sus siglas en español), una ONG dedicada a la preservación y cuidado de los amables animalitos digitales. 
La idea de un animal de compañía artificial ha inspirado varios trabajos de ficción, como el anime Digimon (contracción de Digital Monster, ‘monstruo digital’).

## Características comunes
Hay muchas características comunes en las diferentes mascotas virtuales, algunas de las cuales se usan para dar una sensación de realismo al usuario (como la respuesta de la mascota al ser «tocada») y otras para mejorar la jugabilidad (como el entrenamiento).

### Comunicación con la mascota virtual
Con la avanzada tecnología de los videojuegos, la mayoría de las mascotas digitales modernas no muestran una caja de diálogo o icono para indicar su estado interno, de salud o de ánimo, como hacían las primeras generaciones (por ejemplo los Tamagotchis). En lugar de ello, los usuarios solo pueden entender a la mascota interpretando sus acciones, lenguaje corporal, expresiones faciales, etcétera. Esto ayuda a hacer que el comportamiento de la mascota parezca natural en lugar de calculado y fomenta la sensación de relación entre ella y el usuario.

### Sensación de realismo
Para dar sensación de realismo a los usuarios, la mayoría de las mascotas digitales tiene cierto nivel de autonomía e impredictibilidad. El usuario puede interactuar con la mascota y este nivel de personalización puede aprovecharse para hacer más exclusiva la mascota. La personalización incrementa la sensación de responsabilidad hacia la mascota por parte del usuario. Por ejemplo, si un Tamagotchi se desatiende durante mucho tiempo, «morirá».

### Interactividad
Para incrementar el apego personal del usuario hacia la mascota, esta interactúa con él. La interactividad puede ser clasificada en dos categorías: a corto plazo y a largo plazo.
La interactividad a corto plazo incluye la interacción directa o acción-reacción por parte de la mascota. Por ejemplo, «tocar» la mascota con el cursor del ratón hará que esta reaccione directamente a las caricias.
La interactividad a largo plazo incluye las acciones que afectan al crecimiento, comportamiento o esperanza de vida de la mascota. Un ejemplo es el entrenamiento de la mascota, que puede tener un efecto positivo en su salud. La interactividad a largo plazo es bastante importante para la sensación de realismo, pues el usuario puede pensar que tiene alguna influencia perdurable sobre la mascota.
Estas dos clases de interactividad suelen combinarse, de forma que por ejemplo jugar con la mascota (corto plazo) puede hacerla más optimista (largo plazo).

### Ejemplos de características comunes
- Responder cuando se le llama;
- Responder a las «caricias»;
- Entrenar a las mascotas;
- Alimentos o juguetes para la mascota;
- Vestidos para la mascota;
- Competición o lucha entre mascotas;
- Encuentro con otras mascotas.

## Implicaciones éticas

### Mascotas virtuales y niños
Mientras los usuarios pueden actualmente hacer lo que quieran con sus mascotas virtuales, esto puede animar a los usuarios más jóvenes a adquirir malos hábitos. Puede argüirse que una relación con una mascota virtual no es comparable con una relación real con un animal, debido a que esta enseña a los niños que sus deseos no siempre son lo primero.

### Mascotas virtuales frente a reales
Algunas personas sugieren que las mascotas virtuales son preferibles a las reales por varias razones. Tener una mascota virtual en lugar de una real asegura que esta no sufrirá y que puede servir de entrenamiento antes de adoptar una mascota real. PETA ha sugerido que los animales robóticos pueden ayudar a la gente a advertir si están preparados para el compromiso que supone cuidar un animal real.
Es verdad que el compromiso que requiere una mascota real con respecto a la virtual es incomparable, sin embargo, el afecto simulado por una mascota virtual no es del todo igual al afecto de una mascota real. Esto podría deberse a la increíble complejidad de los organismos vivos (más concretamente, de su mundo psíquico); esta complejidad aún no ha podido ser simulada de una forma completa por ningún algoritmo.

### Impacto de la realidad virtual en las mascotas virtuales
Algunas personas sugieren que la experiencia estimulada de las mascotas virtuales carece de las restricciones del mundo real que nos permiten aplicar la ética substantiva. El entorno virtual fracasa al simular las consecuencias sociales reales.
Otro problema sobre las mascotas virtuales es el de la «esclavitud virtual». Podría fabricarse una mascota robótica con forma de humano, un problema ya planteado por la novela de ciencia ficción ¿Sueñan los androides con ovejas eléctricas? de Philip K. Dick.

### Relación con las mascotas virtuales
Hay investigaciones sobre la relación entre las mascotas virtuales y sus dueños, y sobre su impacto en las emociones de estos. Por ejemplo, los Furbys influyen sobre la forma en la que la gente piensa sobre su identidad, y muchos niños creen que los Furbys están vivos en «cierta forma Furby», como recoge Sherry Turkle en su investigación.